# Paralamyctes asperulus
Paralamyctes asperulus är en mångfotingart som beskrevs av Filippo Silvestri 1904. Paralamyctes asperulus ingår i släktet Paralamyctes och familjen fåögonkrypare. Inga underarter finns listade i Catalogue of Life.